# كتيبة أولياء الدم
كتيبة أولياء الدم هي إحدى المليشيات المسلحة مكونة من مدنيين في بنغازي، ليبيا تأسست في 17 يوليو 2012. أعلنت تفاعلها مع عملية الكرامة بناء على تطورات الأحداث التي جرت في مدينة بنغازي من اغتيالات، حيث عقد (أولياء الدم) أو أقارب من طالتهم عمليات الاغتيال في المدينة طوال السنوات السابقة ثلاث اجتماعات خرجت من رحمها هذه الكتيبة. اشتهرت المليشيا سيئة السمعة بأعمال عدائية خارج اطار القانون من هدم وحرق لبيوت خصومها.

## إنتهاكات جنائية
قامت المليشيا بعمليات نهب وتخريب وحرق لممتلكات المواطنين وعمليات قبض وتعذيب غير قانونية ومن أبرزها:
- قامت الميليشيا في يوم 21 فبراير 2015 بحرق خمسة منازل بمنطقة السلماني الشرقي بمدينة بنغازي، وذكر شهود عيان أن الميليشيا منعت دخول رجال الدفاع المدني لإطفاء النيران بعد اشتعالها.[1]
- كما قامت أيضآ في ساعة متأخرة من يوم الثلاثاء الموافق 7 أبريل 2015 بحرق وهدم عشرة منازل بحي أرض ازواوة بمدينة بنغازي وقبل العملية قاموا بتهديد الأهالي بهدم البيوت على رؤوسهم إن لم يخرجوا منها.[2]
- وفي ساعات الصباح الأولى من 21 مايو 2016 اُحرقت ثلاثة منازل في حي الليثي في بنغازي، وقام عناصر من الميليشيا باقتحام المنازل وإخرج مالكيها موجهين لهم تهمة موالاة مجلس شورى ثوار بنغازي، وظلت النيران مشتعلة بالمنازل دون أن يتمكن الجيران من إخمادها بعد تحذيرات الكتيبة لهم بعدم الاقتراب منها.[3]

## تنديدات
يشار إلى أن كثيرا من منظمات حقوق الإنسان أدانت تصاعد عمليات القتل والاختطاف والتعذيب والإخفاء القسري التي تستهدف المدنيين ومشائخ الدين، والاعتداء والهجوم على المدنيين وممتلكاتهم التي تقوم بها جماعات وفصائل مسلحة ومايعرف بكتيبة أولياء الدم إضافةً إلى ما يعرف بجهاز مكافحة الإرهاب ببنغازي.
فيما أعلن بيان منسوب لقائد عملية الكرامة الفريق خليفة حفتر يوم السبت 27 فبراير 2016 (عدم صلته وتبرؤه من عمليات النهب والتخريب والحرق لممتلكات المواطنين ومن عمليات القبض الغير قانونية التي تقوم بها قوات ما يسمى كتيبة أولياء الدم) والتي يقودها المدعو «عياد الفسي».

## أنظر أيضآ
- الميليشيات في ليبيا
- الحرب الأهلية الليبية (2014)